# Chuck Berry
Charles Edward Anderson „Chuck” Berry (n. 18 octombrie 1926, Saint Louis, Missouri, SUA – d. 18 martie 2017, St. Charles⁠(d), Missouri, SUA) a fost un compozitor, cântăreț și chitarist american, de origine afro-americană și unul dintre pionierii muzicii rock 'n' roll.
În anii '50 ai secolului al XX-lea el a interpretat, acompaniat de chitara electrică, cântece precum  „Roll over Beethoven”,  „Rock and Roll Music”, „Route 66” de Bobby Troup, „Johnny B. Goode”, „No Particular Place To Go”, „Sweet Little Queenie”, „Memphis, Tennessee”, „Maybellene”.
Elvis Presley s-a inspirat din stilul și muzica lui Chuck  Berry; stil care a influențat și muzica formațiilor Beatles, AC/DC și Rolling Stones. A folosit în concertele sale așa numitul duckwalk („mers de rață”) pe care l-au imitat ulterior și alți soliști, ca de exemplu Angus Young de la AC/DC.
În anul 1989, Chuck Berry și-a publicat autobiografia.
Revista Rolling Stone l-a clasificat al 5-lea pe lista celor 100 cei mai buni chitariști din lume din toate timpurile. John Lennon a spus despre el: „Dacă veți încerca să dați rock'n rollului un alt nume, puteți să-l numiți Chuck Berry”.

## Premii și onoruri
- 2014 Premiul Polar, în Suedia

## Imagini

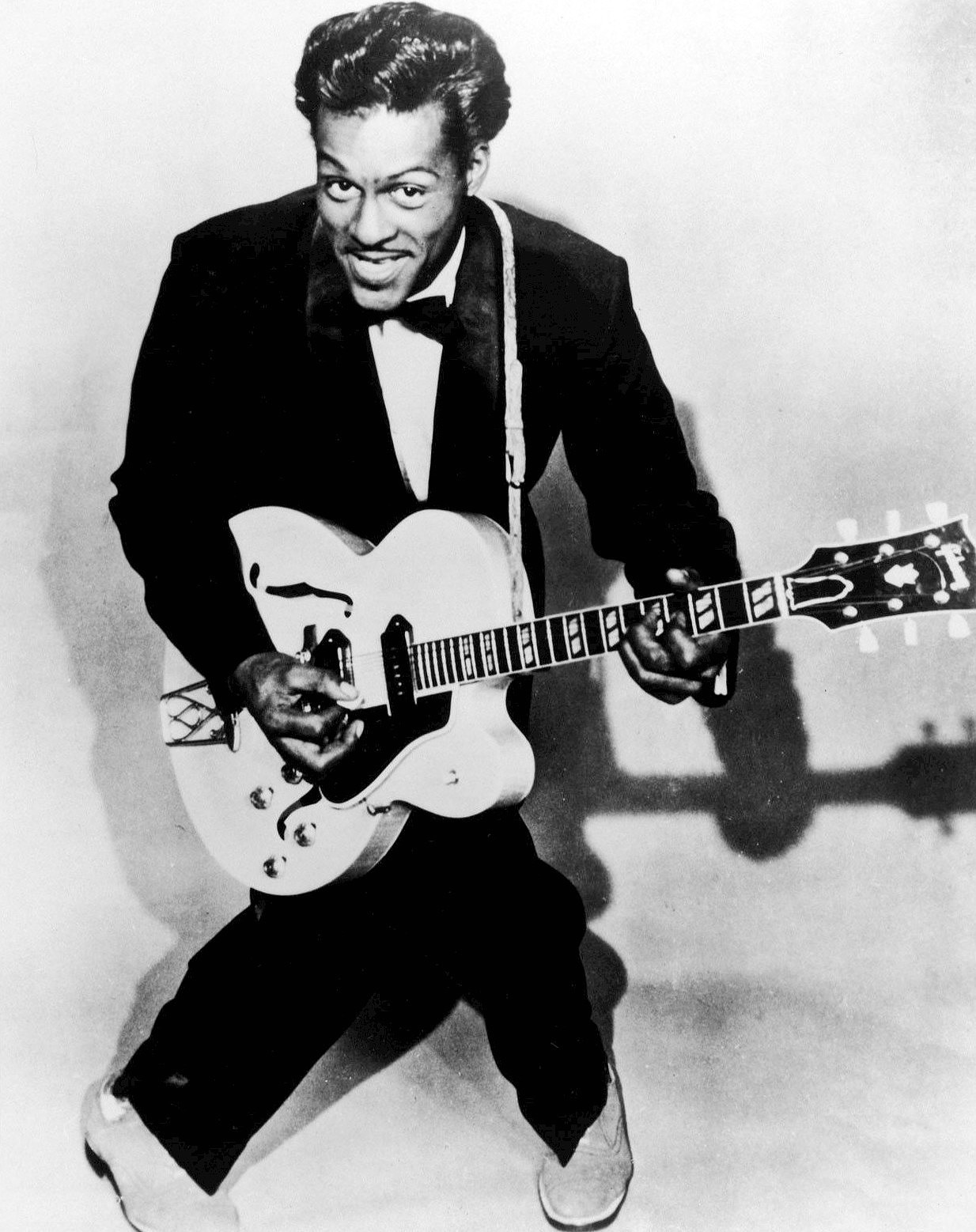
Chuck Berry în concert, 1957
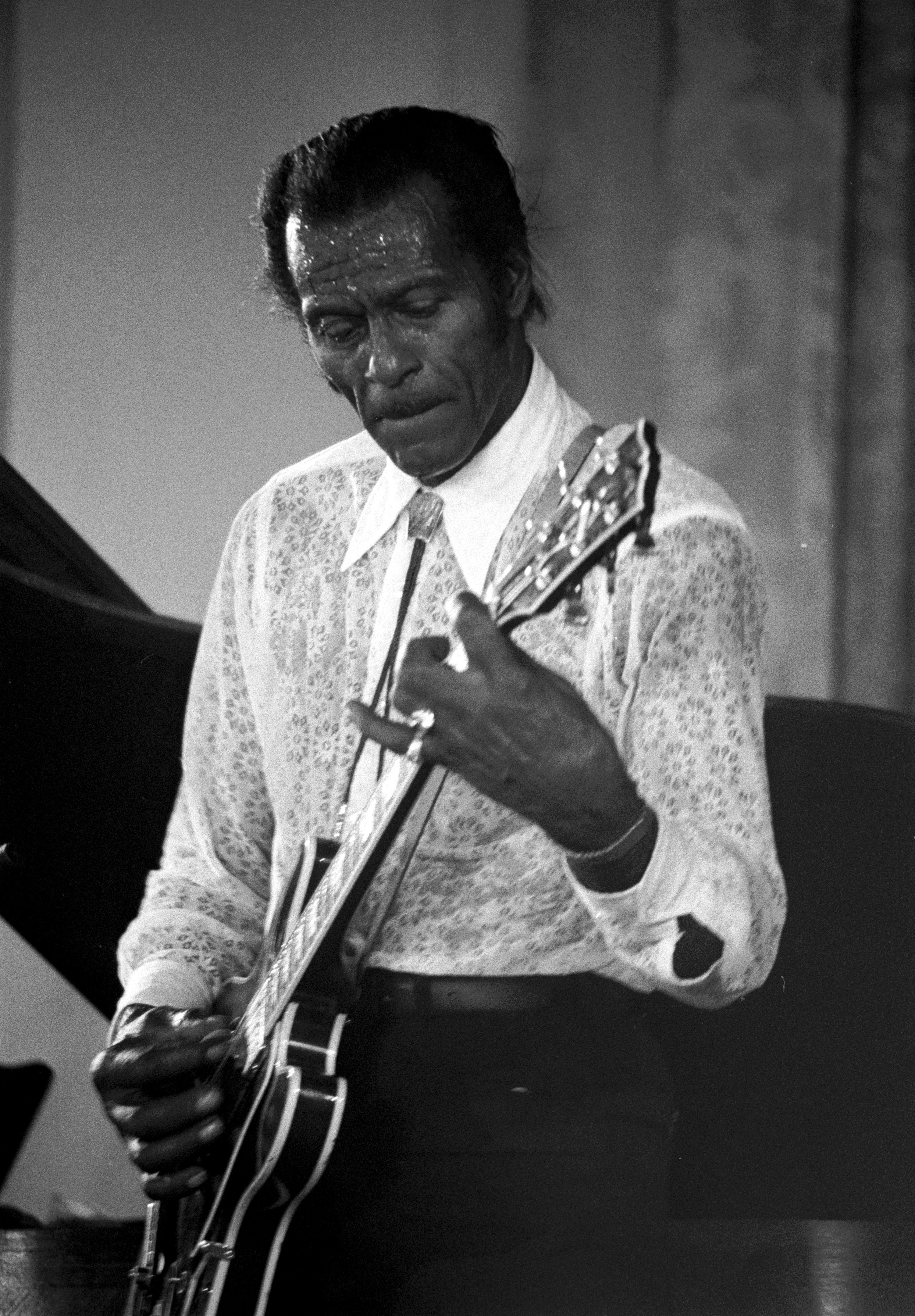
Chuck Berry în concert, 1987
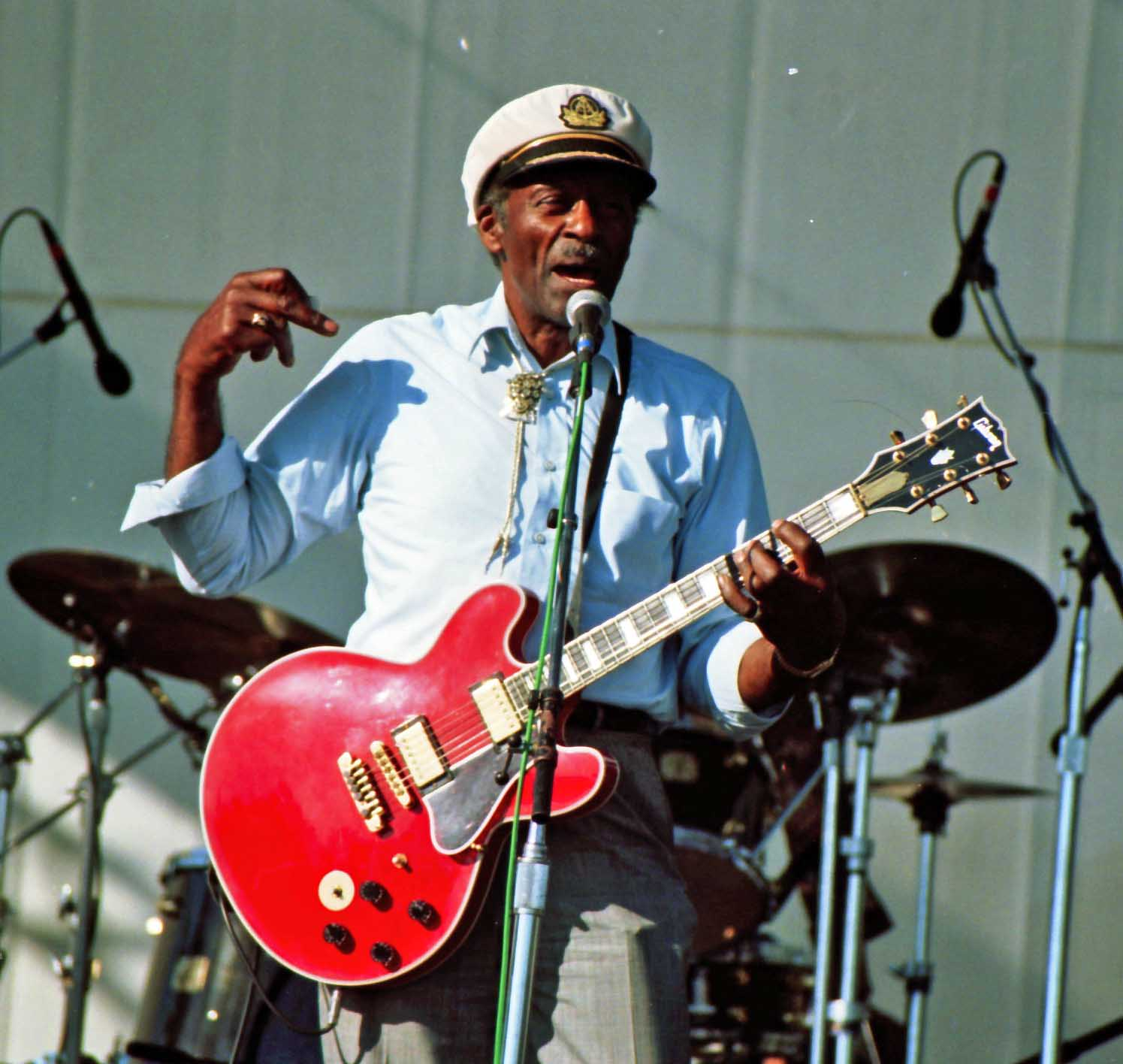
Chuck Berry în concert, 1997